# Poursac
Poursac is een gemeente in het Franse departement Charente (regio Nouvelle-Aquitaine) en telt 210 inwoners (1999). De plaats maakt deel uit van het arrondissement Confolens.

## Geografie
De oppervlakte van Poursac bedraagt 11,7 km², de bevolkingsdichtheid is 17,9 inwoners per km².
De onderstaande kaart toont de ligging van Poursac met de belangrijkste infrastructuur en aangrenzende gemeenten.

## Demografie
Onderstaande figuur toont het verloop van het inwonertal (bron: INSEE-tellingen).